# Богатырёв, Адам Муссаевич
А́дам Мусса́евич Богатырёв (род. 16 февраля 1995) — российский боец смешанных единоборств, двукратный чемпион мира по боевому самбо, двукратный чемпион России по боевому самбо, Серебряный призёр кубка России по ММА 2017, Мастер спорта России международного класса по боевому самбо. По национальности — ингуш.

## Титулы и достижения

### Самбо
- Федерация России по боевому самбо
  - Чемпионат мира по боевому самбо 2015 — [1]
  - Чемпионат России по боевому самбо 2015 — [2]
  - Чемпионат России по боевому самбо 2016 — 
  - Чемпионат России по боевому самбо 2018 —
- Всемирная федерация по боевому самбо
  - Чемпионат мира по боевому самбо 2016 — [3]

### ММА
- Союз ММА России
  - Кубок Москвы по ММА 2017 — [4]
  - Кубок России по ММА 2017 — [5]
  - Чемпионат Москвы по MMA 2016 — [6]
- Tech-Krep FC
  - Победитель Гран-при Prime selection 2017 в тяжелом весе.[7]

## Статистика ММА
| Боёв 12  | Побед 9 | Поражений 3 |
| -------- | ------- | ----------- |
| Нокаутом | 5       | 0           |
| Сдачей   | 1       | 0           |
| Решением | 3       | 3           |

| Результат | Рекорд | Соперник              | Способ                                         | Турнир                                     | Дата            | Раунд | Время | Место                   | Примечание                                                               |
| --------- | ------ | --------------------- | ---------------------------------------------- | ------------------------------------------ | --------------- | ----- | ----- | ----------------------- | ------------------------------------------------------------------------ |
| Победа    | 9-3    | Рафаэль Пессоа        | Техническим нокаутом (удары)                   | ACA 141: Фроес - Сулейманов                | 22 июля 2022    | 1     | 1:09  | Сочи, Россия            |                                                                          |
| Победа    | 8-3    | Даниэль Омельянчук    | Решением (единогласным)                        | ACA 136: Букуев - Акопян                   | 26 февраля 2022 | 3     | 5:00  | Москва, Россия          |                                                                          |
| Победа    | 7-3    | Джеронимо Дос Сантос  | Техническим нокаутом (удары)                   | ACA 131: Абдулвахабов - Диас               | 5 ноября 2021   | 1     | 0:40  | Москва, Россия          |                                                                          |
| Поражение | 6-3    | Салимгерей Расулов    | Решением (единогласным)                        | ACA 116: Балаев - Фроес                    | 18 декабря 2020 | 3     | 5:00  | Москва, Россия          |                                                                          |
| Поражение | 6-2    | Эльхан Мусаев         | Решением (единогласным)                        | ACA 110: Багов - Абдулаев                  | 5 сентября 2020 | 3     | 5:00  | Россия                  |                                                                          |
| Поражение | 6-1    | Олег Попов            | Решением (единогласным)                        | M-1 Challenge 95 Battle in the Mountains 7 | 21 июля 2018    | 3     | 5:00  | Таргим, Россия          |                                                                          |
| Победа    | 6-0    | Хосе Агустин          | Техническим нокаутом (удары коленями и руками) | M-1 Challenge 87: Ashimov vs Silander      | 9 февраля 2018  | 1     | 2:54  | Санкт-Петербург, Россия |                                                                          |
| Победа    | 5-0    | Адель Зарипов         | Техническим нокаутом (удары)                   | M-1 Global—Road to M-1: Battle in Nazran 9 | 16 декабря 2017 | 1     | 1:09  | Назрань, Россия         |                                                                          |
| Победа    | 4-0    | Денис Эзута           | Техническим нокаутом (остановка углом)         | Tech-Krep FC Prime Selection 17            | 18 августа 2017 | 1     | 1:30  | Краснодар, Россия       | Финал Гран-при Prime selection. Бой за титул Tech-Krep FC в тяжёлом весе |
| Победа    | 3-0    | Михаил Аллавердян     | Единогласным решением                          | Tech-Krep FC Prime Selection 16            | 15 июня 2017    | 3     | 5:00  | Краснодар, Россия       | Полуфинал Гран-при Prime selection в тяжелом весе                        |
| Победа    | 2-0    | Григор Матевосян      | Единогласным решением                          | Tech-Krep FC Prime Selection 15            | 19 мая 2017     | 3     | 5:00  | Краснодар, Россия       | Четвертьфинал Гран-при Prime selection в тяжелом весе                    |
| Победа    | 1-0    | Абдулмуслим Магомедов | Сдача (Удушение сзади)                         | Colosseum FC Battle of Champions 2         | 23 апреля 2017  | 1     | 0:55  | Москва, Россия          |                                                                          |

## Ссылка
- Адам Богатырёв. mma-oracle.com. Дата обращения: 2 марта 2018. Архивировано 14 февраля 2018 года.
- Адам Богатырёв. topology.com. Дата обращения: 2 марта 2018. Архивировано 22 декабря 2017 года.
- Адам Богатырёв. FightTime.RU. Дата обращения: 20 февраля 2018. Архивировано 6 марта 2018 года.